# Phaea bryani
Phaea bryani är en skalbaggsart som beskrevs av Chemsak 2000. Phaea bryani ingår i släktet Phaea och familjen långhorningar. Inga underarter finns listade i Catalogue of Life.